# Рамирес, Сара
Са́ра Эле́на Рами́рес (исп. Sara Elena Ramírez, род. 31 августа 1975) — американская актриса и певица. Лауреат премии «Тони» в 2005 году за выступление в мюзикле «Спамалот». Она наиболее известна по роли доктора Келли Торрес в длительном сериале канала ABC «Анатомия страсти».

## Биография
Сара Рамирес родилась в Масатлане. В 1983 году, когда её родители развелись, она вместе с матерью переехала в Сан-Диего, штат Калифорния. Отец Сары Рамирес — мексиканец, а мать — наполовину мексиканка и наполовину ирландско-американского происхождения. После окончания школы в Сан-Диего, штат Калифорния окончила Джульярдскую школу в Нью-Йорке, где совершенствовала своё актёрское мастерство. Рамирес свободно говорит на испанском и английском языках.
В 1998 году Сара Рамирес дебютировала на бродвейской сцене, в мюзикле The Capeman. Мюзикл провалился, однако Рамирес получила похвалу от критиков за свою роль, и в 1999 году она появилась в новой постановке The Gershwins' Fascinating Rhythm, за участие в которой удостоилась Outer Critics Circle Award. Она также выступала в мюзиклах A Class Act и Dreamgirls, а также появилась в пьесе «Монологи вагины».
В 2004 году Сара Рамирес добилась своего наибольшего успеха на бродвейской сцене, благодаря роли Владычицы Озера в мюзикле Эрика Айдла «Спамалот», основанном на фильме 1975 года «Монти Пайтон и Священный Грааль». После выступления в шоу Рамирес получила широкое признание у критиков и публики и в следующем году удостоилась престижной премии «Тони».
После своего успеха на Бродвее, Рамирес пригласили на роль доктора Келли Торес в сериал Шонды Раймс «Анатомия страсти», где актриса снималась с 2006 года. Ранее на телевидении она снялась в нескольких неудачных пилотах сериалов, а также появилась в «Спин-Сити», «Закон и порядок: Специальный корпус» и «Полиция Нью-Йорка». В 2007 году она вместе с другими актёрами получила премию Гильдии актёров США за лучший актёрский состав в драматическом сериале, а в последующие годы также выдвигалась на ряд других наград. Рамирес покинула шоу весной 2016 года, в финале двенадцатого сезона, по собственному желанию.
В период работы в сериале «Анатомия страсти», Рамирес записала несколько песен, прозвучавших в нём. 27 марта 2011 года Рамирес выпустила свой дебютный альбом Sara Ramirez, который поднялся до 37 позиции в чарте Billboard 200, и 38 строчки в канадском чарте.

## Личная жизнь
С 4 июля 2012 года Сара Рамирес замужем за бизнес-аналитиком Райаном ДеБолтом.
В 2016 году Рамирес объявила, что идентифицирует себя как бисексуальную персону и использует местоимения они/она.
6 июля 2021 года в инстаграме Сара написала, что больше не состоит в отношениях с Райаном Деболтом.

## Фильмография
| Год         | Название на русском                 | Название на английском                | Роль                        | Примечания |
| ----------- | ----------------------------------- | ------------------------------------- | --------------------------- | --- |
| 1998        | Вам письмо                          | You’ve Got Mail                       | Роси                        | |
| 2000        | Звёздный патруль                    | Star Patrol                           | лейтенант Вена              | пилот |
| 2000        | Спин-Сити                           | Spin City                             | Кэрол Куинн                 | 1 эпизод |
| 2000        | Третья смена                        | Third Watch                           | Гвен Жирар                  | 1 эпизод |
| 2000        | Добро пожаловать в Нью-Йорк         | Welcome to New York                   | Линда                       | 1 эпизод |
| 2002        | Человек-паук                        | Spider-Man                            | полицейская                 | |
| 2002        | Вашингтонские высоты                | Washington Heights                    | Белкис                      | |
| 2002        | Жены бейсболистов                   | Baseball Wives                        | Габриелла Мартинес          | пилот |
| 2000, 2002  | Закон и порядок: Специальный корпус | Law & Order: Special Victims Unit     | миссис Баррера / Лиза Перес | 2 эпизода |
| 2002        | Чикаго                              | Chicago                               | певица                      | |
| 2003        | Обнаженный отель                    | Naked Hotel                           | горничная                   | пилот |
| 2003        | Как вращается мир                   | As the World Turns                    | Ханна                       | 1 эпизод |
| 2004        | Полиция Нью-Йорка                   | NYPD Blue                             | Ирма Пачеко                 | 1 эпизод |
| 2006—2016   | Анатомия страсти                    | Grey’s Anatomy                        | Келли Торрес                | регулярная роль, 240 эпизодов Премия Гильдии киноактёров США за лучший актёрский состав в драматическом сериале (2007) Премия «Спутник» за лучший актёрский состав в драматическом сериале (2007) номинация — Премия ALMA за лучшую женскую роль в драматическом телесериале (2007—2009, 2011—2012) номинация — NAACP Image Award за лучшую женскую роль второго плана в драматическом телесериале (2011) номинация — Премия Гильдии киноактёров США за лучший актёрский состав в драматическом сериале (2008) номинация — Imagen Award за лучшую женскую роль второго плана в драматическом телесериале (2007) |
| 2012        | София Прекрасная: История принцессы | Sofia the First: Once Upon a Princess | королева Миранда            | озвучивание |
| 2013—2018   | София Прекрасная                    | Sofia the First                       | королева Миранда            | озвучивание, 16 эпизодов |
| 2017        | Мадам госсекретарь                  | Madam Secretary                       | Кейтлин «Кэт» Сандоваль     | 4 сезон, 7 серия |
| 2021 — 2023 | И просто так                        | And Just Like That...                 | Че Диас                     | регулярная роль |

## Дискография
Альбомы
| Название     | Детали                                                                  | Позиции в чартах | Позиции в чартах | Позиции в чартах |
| Название     | Детали                                                                  | US               | US Indie         | CAN              |
| ------------ | ----------------------------------------------------------------------- | ---------------- | ---------------- | ---------------- |
| Sara Ramirez | - Released: March 27, 2011 - Label: Atrevida - Format: digital download | 37               | 7                | 38               |

Синглы
| Песня       | Год  | Позиции в чартах | Позиции в чартах | Позиции в чартах | Альбом       |
| Песня       | Год  | US               | CAN              | IRL              | Альбом       |
| ----------- | ---- | ---------------- | ---------------- | ---------------- | ------------ |
| «The Story» | 2011 | 69               | 72               | 34               | Sara Ramirez |

Саундтреки
| Год  | Название | Позиции в чартах | Позиции в чартах | Позиции в чартах |
| Год  | Название | US               | US Indie         |                  |
| ---- | --- | ---------------- | ---------------- | ---------------- |
| 2005 | Monty Python’s Spamalot [Original Broadway Cast Recording] - Released: May 3, 2005 - Label: Decca Records - Format: Compact disc, digital download | 69               | -                |                  |
| 2011 | Grey’s Anatomy: The Music Event - Released: March 31, 2011 - Label: ABC Studios - Format: digital download                                         | 24               | 5                |                  |